# 25744 Surajmishra
25744 Surajmishra este un asteroid din centura principală de asteroizi.

## Descriere
25744 Surajmishra este un asteroid din centura principală de asteroizi. A fost descoperit pe 5 ianuarie 2000 la Socorro, New Mexico, în cadrul proiectului LINEAR. Asteroidul prezintă o orbită caracterizată de o semiaxă mare de 2,34 ua, o excentricitate de 0,18 și o înclinație de 5,5° în raport cu ecliptica.